# Jacek Brzozowski (historyk)
Jacek Michał Brzozowski (ur. 26 lutego 1951 w Łodzi, zm. 18 czerwca 2017) – polski historyk literatury, badacz romantyzmu, profesor nauk humanistycznych.

## Życiorys
Był absolwentem XXVIII Liceum Ogólnokształcącego w Łodzi (1969). W latach 1970-1975 studiował filologię polską na Uniwersytecie Łódzkim, następnie podjął pracę na macierzystej uczelni, przerwaną w 1976 przez roczną służbę wojskową dla oficerów rezerwy. W latach 1978-1980 przebywał na stażu naukowym w Instytucie Badań Literackich PAN. W 1984 obronił pracę doktorską Muzy w poezji polskiej. Dzieje toposu do przełomu romantycznego, napisaną pod kierunkiem Michała Głowińskiego, w 1999 habilitował się na podstawie pracy Odczytywanie znaczeń. Studia o poezji Mickiewicza. W latach 2002-2005 był prodziekanem Wydziału Filologicznego UŁ, w latach 2003-2007 kierował Zakładem Poezji XIX i XX wieku Katedry Literatury Romantyzmu, Dwudziestego Międzywojennego i Literatury Współczesnej UŁ. W 2008 otrzymał tytuł profesora nauk humanistycznych i od tegoż roku kierował Katedrą Literatury i Tradycji Romantyzmu UŁ.
Od 1995 był przewodniczącym Komitetu Okręgowego Olimpiady Literatury i Języka Polskiego w Łodzi, w latach 1993-2011 współpracował z Radiem Łódź, w którym wraz z Joanną Sikorzanką prowadził audycję Do piór, był także wraz z J. Sikorzanką redaktorem Serii Poetyckiej - Radio Łódź (w latach 1999-2013 ukazało się 15 tomów).
W 2005 otrzymał Medal Komisji Edukacji Narodowej. 
Pochowany na cmentarzu św. Rocha na Radogoszczu w Łodzi przy ul. Zgierskiej.

## Twórczość

### Książki własne
- Muzy w poezji polskiej. Dzieje toposu do przełomu romantycznego (1986)
- Odczytywanie znaczeń. Studia o poezji Mickiewicza (1997)
- Odczytywanie romantyków. Szkice i notatki o Mickiewiczu, Malczewskim i Słowackim (2002)
- Późne wiersze poetów polskich XX wieku. Dwanaście szkiców i komentarzy (2007)
- Odczytywanie romantyków. (2). Dwadzieścia dwa szkice i notatki o Mickiewiczu, Słowackim i Norwidzie (2011)
- 11 szkiców o czytaniu wierszy (2011)
- Parerga edytorskie (z prac nad tekstami Juliusza Słowackiego) (2013)

### Prace edytorskie
- Juliusz Słowacki Wiersze (2005) - ze Zbigniewem Przychodniakiem
- Juliusz Słowacki Poematy, T. 1-2 (2009) ze Zbigniewem Przychodniakiem
- Juliusz Słowacki Dziennik z lat 1847-1849. Podobizna autografu, transliteracja, transkrypcja, komentarz edytorski, objaśnienia (2012) - z Katarzyną Szumską
- Juliusz Słowacki Wiersze (2013) - ze Zbigniewem Przychodniakiem - w serii Biblioteka Narodowa, seria 1, tom 319
- Juliusz Słowacki Beniowski. Poemat z roku 1841 i dalsze pieśni (2014) - ze Zbigniewem Przychodniakiem